# Pírcing al clítoris
Un pírcing al clítoris és pírcing genital femení que s'efectua directament a través del cap (gland) del mateix clítoris. És un pírcing relativament poc freqüent a causa del potencial del dany als nervis, i perquè les dones poden considerar que és massa estimulant per fer un ús constant d'un petit anell o un barbell.
Sovint es confon amb el pírcing al prepuci clitorial, més comú, que només perfora el prepuci clitorial, permetent que la joieria només faci contacte ocasional amb l'àrea més sensible.

## Descripció
Depenent de l'anatomia de la dona, un pírcing al clítoris, i especialment un pírcing al prepuci clitorial, es pot orientar normalment horitzontalment, i rarament verticalment o en diagonal.
El clítoris està dotat d'una concentració molt alta de terminacions nervioses i, com els pírcings genitals masculins que penetren el gland del penis, els pírcings del clítoris poden ser sexualment molt estimulants quan se sotmeten a una suau manipulació o vibració. Aquest pírcing ha guanyat popularitat en certes cultures de sadomasoquisme, on els ornaments pesats o petits sovint s'utilitzen per augmentar les sensacions.
La professional del pírcing, Elayne Angel va declarar que «del nombre molt reduït de dones que realment volen un pírcing al clítoris (en comptes del pírcing al prepuci clitorial més comú), entre el 90 i 95 per cent no estan adequadament constituïdes per donar cabuda a la joieria a través del cap del clítoris».
S'ha de tenir un clítoris prou gran per evitar la migració del pírcing i la pèrdua posterior, ja que normalment s'utilitza una joieria amb un calibre lleugerament més gruixut per evitar l'efecte «tallador de formatge» si s'enganxa a la roba o es mou massa durant l'activitat sexual.
A causa de les condicions anatòmiques del clítoris, el pírcing pot causar una sobreestimulació o danys als nervis del nervi dorsal del clítoris, i com a resultat es pot produir una pèrdua total o parcial de la sensació en el clítoris. Però si la perforació és tolerada, pot significar un guany significatiu en el plaer sexual.

## Realització
El clítoris ha de tenir almenys un diàmetre de sis mil·límetres (millor i més segur si té un diàmetre major), i el prepuci clitorial no ha de cobrir o interferir amb el pírcing. Si el clítoris està cobert, s'ha de fer una fimosi clitorial. Sota certes circumstàncies, s'ha de reduir de forma preliminar el prepuci clitorial per poder efectuar la perforació.
A causa de les moltes terminacions nervioses que hi ha allí, la implementació és dolorosa i es considera arriscada. Una perforació del clítoris ha de ser realitzada per un perforador amb experiència, ja que l'aplicació d'aquesta perforació requereix un alt nivell d'habilitat. És possible aplicar un anestèsic local si és tolerat. No obstant això, són obligatoris en aquest cas les condicions d'esterilització i desinfecció dels instruments i material utilitzat.
El temps de cicatrització és entre quatre i sis setmanes.

## Història i cultura
Aquest pírcing és d'origen contemporani i és poc freqüent. El 1989, el professional del pírcing Jim Ward, entrevistat per Andrea Juno en Modern Primitives, va declarar que «he estat durant més de 10 anys a l'empresa i no he fet més de mitja dotzena de pírcings al clítoris».
Els avenços recents en l'art del pírcing han permès popularitzar una sèrie d'ubicacions alternatives amb la intenció de proporcionar més estimulació del que es pot aconseguir amb l'ús de joies al prepuci clitorial, però menys que la que proporciona directament des del clítoris.

## Joieria
Per aquest pírcing es poden usar tant els anells de bola captiva com les joies d'estil barbell, cadascuna amb un gruix material d'1,2 mm, ja siguin com joies inicials o com joies a llarg termini, perquè aquestes joies són les més còmodes de portar en aquesta part particular del cos.

## Galeria

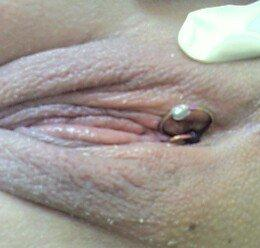
Dos pírcings al clítoris amb anell de bola captiva junt amb un pírcing Christina
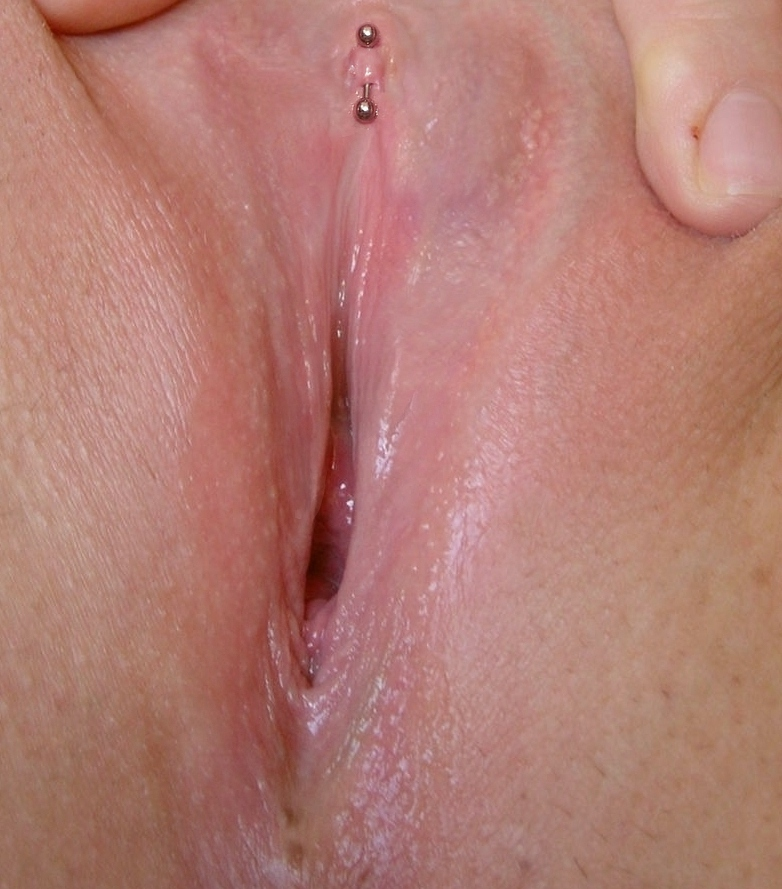
Un pírcing al clítoris vertical amb un barbell després d'una labiaplàstia (llavis majors i prepuci clitorial eliminats)
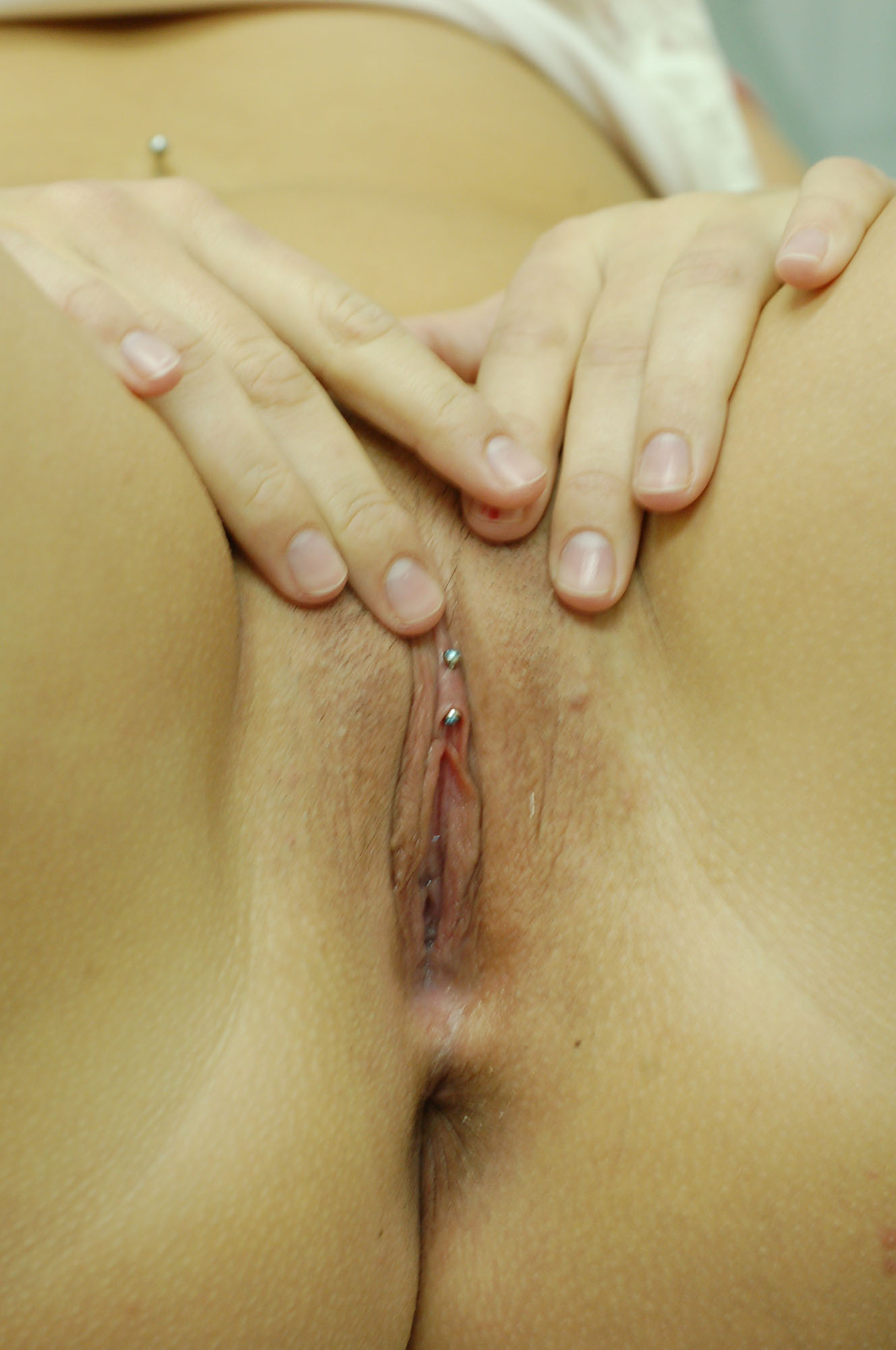
Pírcing al prepuci clitorial